# 源扶義
源 扶義（みなもと の すけのり）は、平安時代中期の公卿。宇多源氏、左大臣・源雅信の四男。官位は正四位下・参議。字は源叔。

## 経歴
一般の上流貴族子弟の昇進過程とは異なり、学問を志して大学寮に入り、25歳であった天延3年（975年）に文章生となる。貞元2年（977年）8月に進士蔵人として六位蔵人に補され、同年12月図書助に任ぜられる。式部少丞を経て、天元3年（980年）従五位下・遠江権守に叙任される。
天元4年12月（982年1月）に円融天皇の昇殿を許される。天元5年（982年）安芸権守、翌年には河内守と地方官を経て、永観2年（984年）従五位上、寛和2年（986年）正五位下と昇進。同年6月に寛和の変により一条天皇が即位すると再び昇殿を許され、翌永延元年（987年）五位蔵人兼右少弁に任ぜられ一条天皇の身近に仕える。
その後も弁官を務めながら順調に昇進し、正暦2年（991年）には従四位上・蔵人頭（頭弁）に叙任される。また、正暦4年（993年）には敦道親王の元服に際して、同じく頭弁の源俊賢と共に秉燭を務めた。正暦5年（994年）参議兼右大弁に任ぜられ公卿に列し、一条天皇の九卿の一人と呼ばれるようになる。
議政官として、長徳2年（996年）左大弁、長徳3年（997年）には大蔵卿を兼帯するが、長徳4年（998年）7月25日に卒去。享年48。死の10日前には仁王会に参じている。なお、没後の寛弘7年（1010年）10月15日に扶義の邸宅が焼失している。

## 官歴
※注記のないものは『公卿補任』による。
- 天延3年（975年） 12月：文章生
- 貞元2年（977年） 8月11日：六位蔵人。12月14日[4]：図書助
- 貞元3年（977年） 2月4日：式部少丞
- 天元3年（980年） 正月7日：従五位下（氏爵）。正月29日：遠江権守
- 天元4年（981年） 12月14日[5]：昇殿
- 天元5年（982年） 正月30日：安芸権守（式部）。12月：昇殿
- 天元6年（983年） 2月26日：河内守（與祐忠朝臣所相替也）
- 永観2年（984年） 8月9日：従五位上（造宮賞）。8月28日：朱雀院殿上
- 寛和2年（986年） 11月18日：正五位下（造豊楽院功）。11月26日：昇殿
- 永延元年（987年） 4月29日：円融院別当[6]。7月7日：五位蔵人。11月11日：右少弁
- 永延2年（988年） 正月29日：左少弁
- 永祚2年（990年） 8月30日：従四位下（造宮行事賞）、左中弁。9月1日：昇殿。10月5日：中宮権亮
- 正暦2年（991年） 正月27日：播磨権守。3月25日：蔵人頭。4月26日：従四位上（治国）
- 正暦3年（992年） 8月28日：内蔵頭。12月7日[7]：正四位下（中宮三條新宮渡御。以宮司有此賞）
- 正暦4年（993年） 7月8日：中宮権大夫
- 正暦5年（994年） 8月28日：参議（中宮権大夫如元）。9月8日：右大弁
- 正暦6年（995年） 正月13日：美作守
- 長徳2年（996年） 8月28日：左大弁
- 長徳3年（997年） 7月9日：大蔵卿

## 系譜
- 父：源雅信
- 母：藤原元方の娘
- 妻：源是輔の娘
  - 長男：源成頼[8]（976-1003）
  - 次男：源経頼（985-1039）
  - 女子：藤原兼隆正室[9]
- 生母不明の子女
  - 男子：延尋
  - 女子：源簾子（上東門院女房大納言） - 源明理室、のち藤原道長妾
  - 女子：上東門院小少将[10]（?-1013[11]）

近江源氏佐々木氏は成頼の子孫を称した。